# 트루먼 (영화)
트루먼(Truman)은 미국에서 제작된 프랭크 피어슨 감독의 1995년 TV 영화이다. 게리 시나이즈 등이 주연으로 출연하였고 도로 바치라치 등이 제작에 참여하였다.

## 출연

### 주연
- 게리 시나이즈

### 조연
- 다이애나 스카위드
- 리차드 다이사트
- 콜므 포어
- 제임스 가먼
- 토니 골드윈
- 팻 힝글
- 해리스 유린

## 제작진
- 원작자: 데이비드 맥컬로프
- 미술: 스티븐 마쉬
- 배역: 메리 콜크호운